# Macrochenus isabellinus
Macrochenus isabellinus är en skalbaggsart som beskrevs av Aurivillius 1920. Macrochenus isabellinus ingår i släktet Macrochenus och familjen långhorningar.
Artens utbredningsområde är:
- Laos.
- Burma.
- Nepal.

Inga underarter finns listade i Catalogue of Life.